# Alcadozo
Alcadozo község Spanyolországban, Albacete tartományban. Lakosainak száma 641 fő (2024).

## Földrajza
Alcadozo Aýna, Casas de Lázaro, Peñascosa, Pozohondo, Peñas de San Pedro és Liétor községekkel határos.

## Népesség
A település lakosságának változását az alábbi diagram mutatja:
| Lakosok száma | 771  | 772  | 756  | 727  | 734  | 684  | 688  | 654  | 632  | 641  |
|               | 2001 | 2004 | 2006 | 2009 | 2011 | 2014 | 2016 | 2019 | 2021 | 2024 |